# Avia Terai
Avia Terai é uma cidade da Argentina, localizada na província de Chaco.